# 라벤더바타케역
라벤다바타케역(일본어: ラベンダー畑駅 ラベンダーばたけえき[*])은 일본 홋카이도 소라치 군 나카후라노정에 위치한 홋카이도 여객철도 후라노 선의 철도역이다. 역 번호는 F41이며, 단선 승강장 1면 1선의 구조를 갖춘 지상역이다. 이 역은 임시 승강장 형태이다.

## 역 주변
- 국도 제237호선

## 역사
- 1999년 6월 1일 : 임시역으로서 개업. 여객 취급만.

## 인접 역
| 홋카이도 여객철도           | 홋카이도 여객철도 | 홋카이도 여객철도             |
| --------------------------- | ----------------- | ----------------------------- |
| F 42 나카후라노 후라노 방면 | 후라노 선         | 니시나카 F 40 아사히카와 방면 |